# Jesper Seier
Jesper Seier (Fredericia, 21 de septiembre de 1965) es un deportista danés que compitió en vela en la clase Soling. 
Participó en los Juegos Olímpicos de Barcelona 1992, obteniendo una medalla de oro en la clase Soling (junto con Jesper Bank y Steen Secher).
Ganó una medalla de plata en el Campeonato Mundial de Soling de 1992 y una medalla de oro en el Campeonato Europeo de Soling de 1989.

## Palmarés internacional
| \| Juegos Olímpicos \| Juegos Olímpicos \| Juegos Olímpicos \| Juegos Olímpicos \| \| Año \| Lugar \| Medalla \| Clase \| \| ------------------ \| ------------------ \| ---------------- \| ---------------- \| \| 1992 \| Barcelona (España) \| Medalla de oro \| Soling \| \| Campeonato Mundial \| \| \| \| \| Año \| Lugar \| Medalla \| Clase \| \| 1992 \| Cádiz (España) \| Medalla de plata \| Soling \| \| Campeonato Europeo \| \| \| \| \| Año \| Lugar \| Medalla \| Clase \| \| 1989 \| Oslo (Noruega) \| Medalla de oro \| Soling \| |                    |                  |        |
| Juegos Olímpicos |                    |                  |        |
| Año | Lugar              | Medalla          | Clase  |
| 1992 | Barcelona (España) | Medalla de oro   | Soling |
| Campeonato Mundial |                    |                  |        |
| Año | Lugar              | Medalla          | Clase  |
| 1992 | Cádiz (España)     | Medalla de plata | Soling |
| Campeonato Europeo |                    |                  |        |
| Año | Lugar              | Medalla          | Clase  |
| 1989 | Oslo (Noruega)     | Medalla de oro   | Soling |